# Parc du Contades (Strasbourg)
Pour les articles homonymes, voir Contades.
Le parc du Contades est un parc public de la ville de Strasbourg. Situé dans la Neustadt, il a été créé en 1764 par le Maréchal Louis Georges Érasme de Contades sur l’emplacement d’un ancien champ de tir (« Schiessrain »).
Il est délimité à l'ouest par l'avenue de la Paix et la rue René Hirschler, au sud par la rue Turenne, au nord par le boulevard Gambetta et est bordé par la rue des Arquebusiers et l'Aar à l'est.
Le parc constitue le cœur d'un quartier urbanisé dans les années 1880 qui se compose de villas et d’immeubles bourgeois. La synagogue de la Paix y a été consacrée en 1958.

## Historique

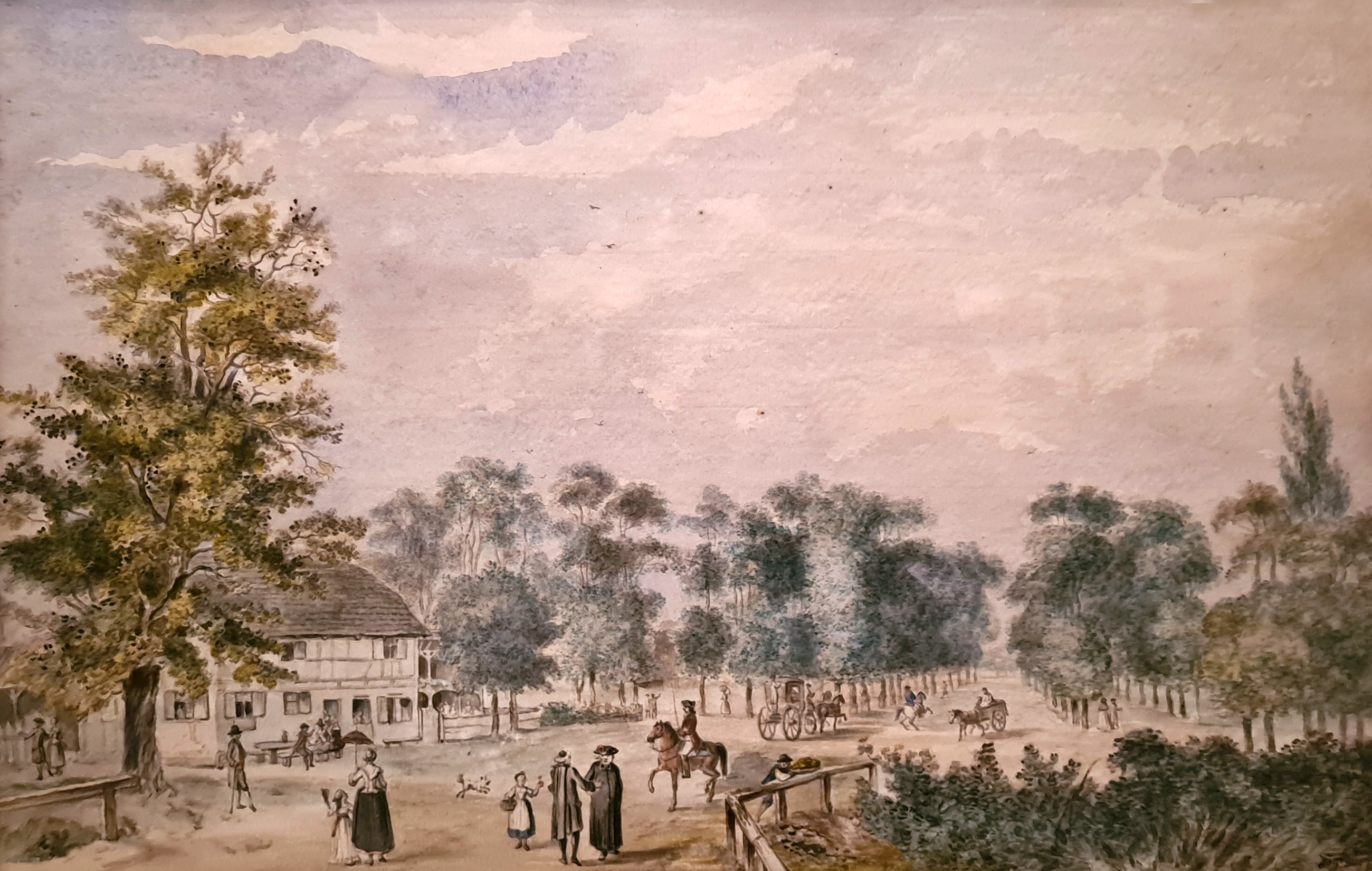
Vue des Contades, par Christian Sigrist, 1764.

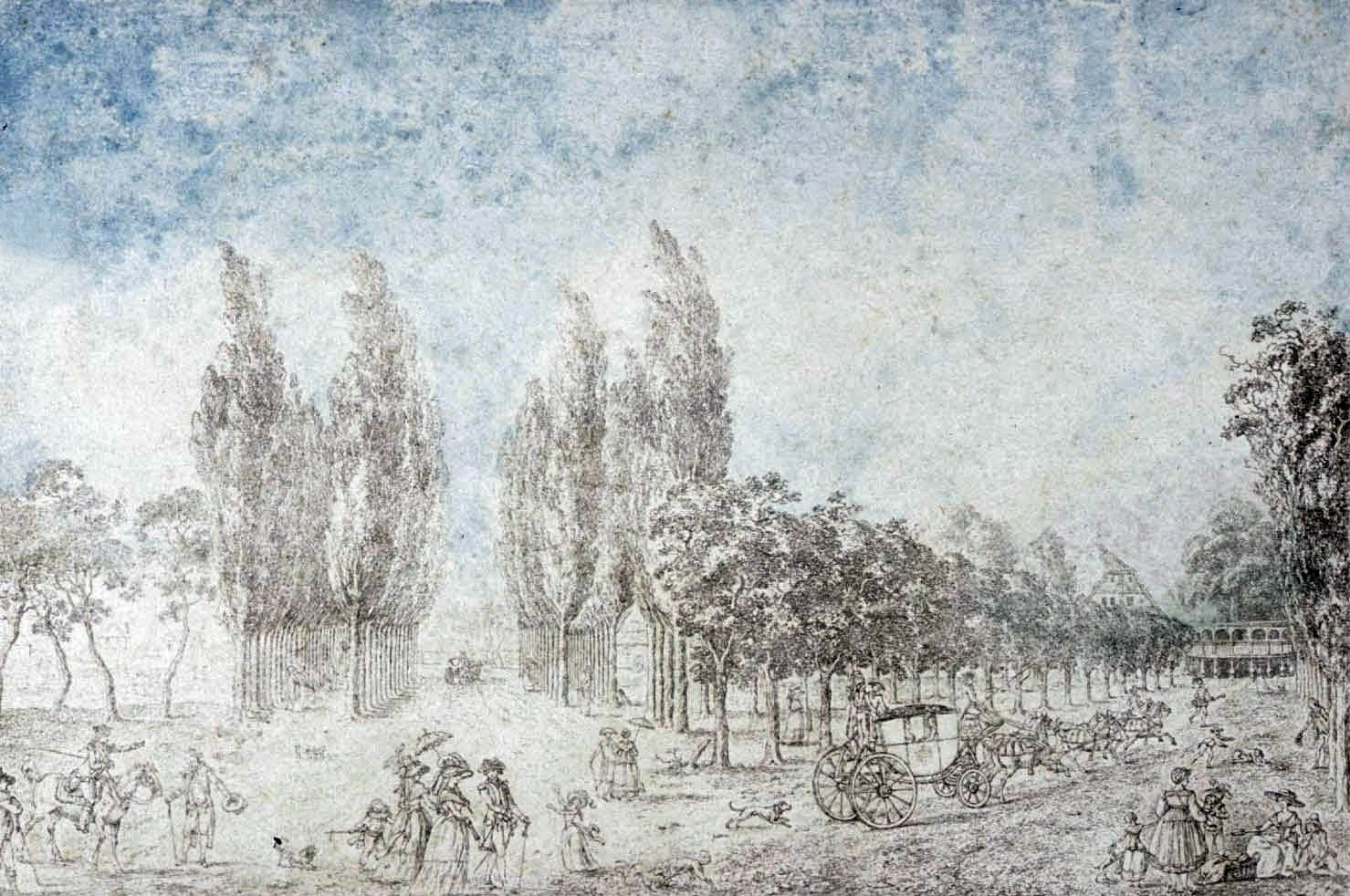
Vue des environs de Strasbourg prise sur le Schiessrein (Contades). dessiné et gravé d'après nature par J. D. Heimlich, 1790).

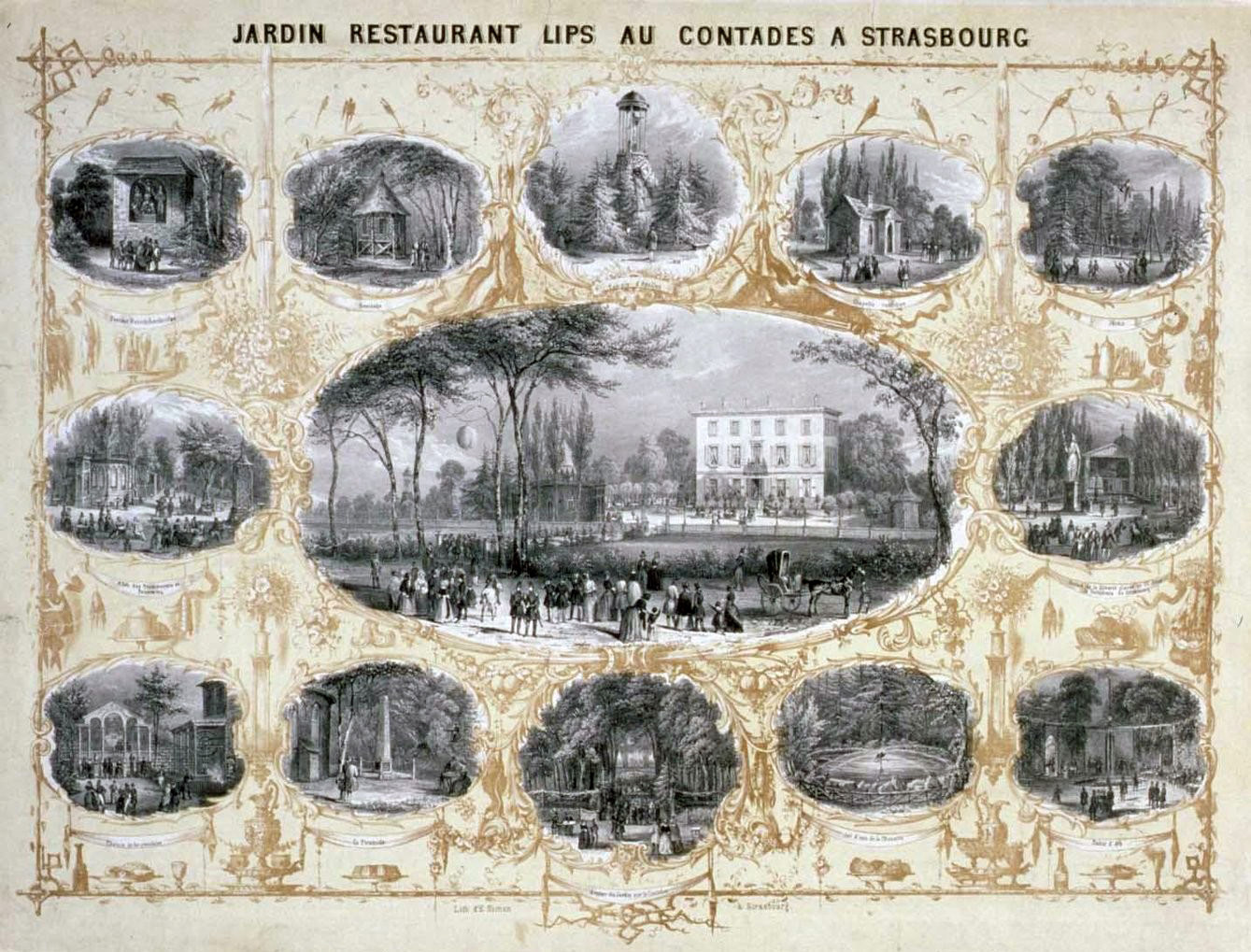
Jardin restaurant Lips.

Le site, appelé en 1480 « promenade hors de la porte des Juifs », était utilisé comme champ de tir par les arbalétriers et les arquebusiers (d’où le nom de la rue et de la passerelle des Arquebusiers), depuis le Moyen Âge.
En 1764, le Maréchal Louis Georges Érasme de Contades, commandant de la province d'Alsace de 1762 à 1788, crée une promenade plantée de tilleuls à l'emplacement de l'ancien champ de tir (« Schiessrain »).
L'architecte Pierre Valentin Boudhors réalisa, en 1768, les plans d'un Vauxhall qui devait prendre place au nord de la promenade. Le projet ne fut jamais réalisé.
Les autorités militaires firent abattre tous les arbres et bâtiments environnants, par crainte d'un siège de la ville, en 1793. Le parc fut finalement rétabli en 1799.
Au XIXe siècle, des lieux de loisirs et restaurants s'y implantent. Les jardins Kammerer et Lips, ouverts en 1843, offrent aux promeneurs un restaurant, un spectacle-panorama et une fosse à ours. Des maisons de villégiature sont également construites à proximité de la promenade.
En 1860, l'école de natation masculine du fossé du Faux-Rempart est transférée près du parc du Contades, en bordure de l'Aar. Elle appartenait à la famille Weisz.

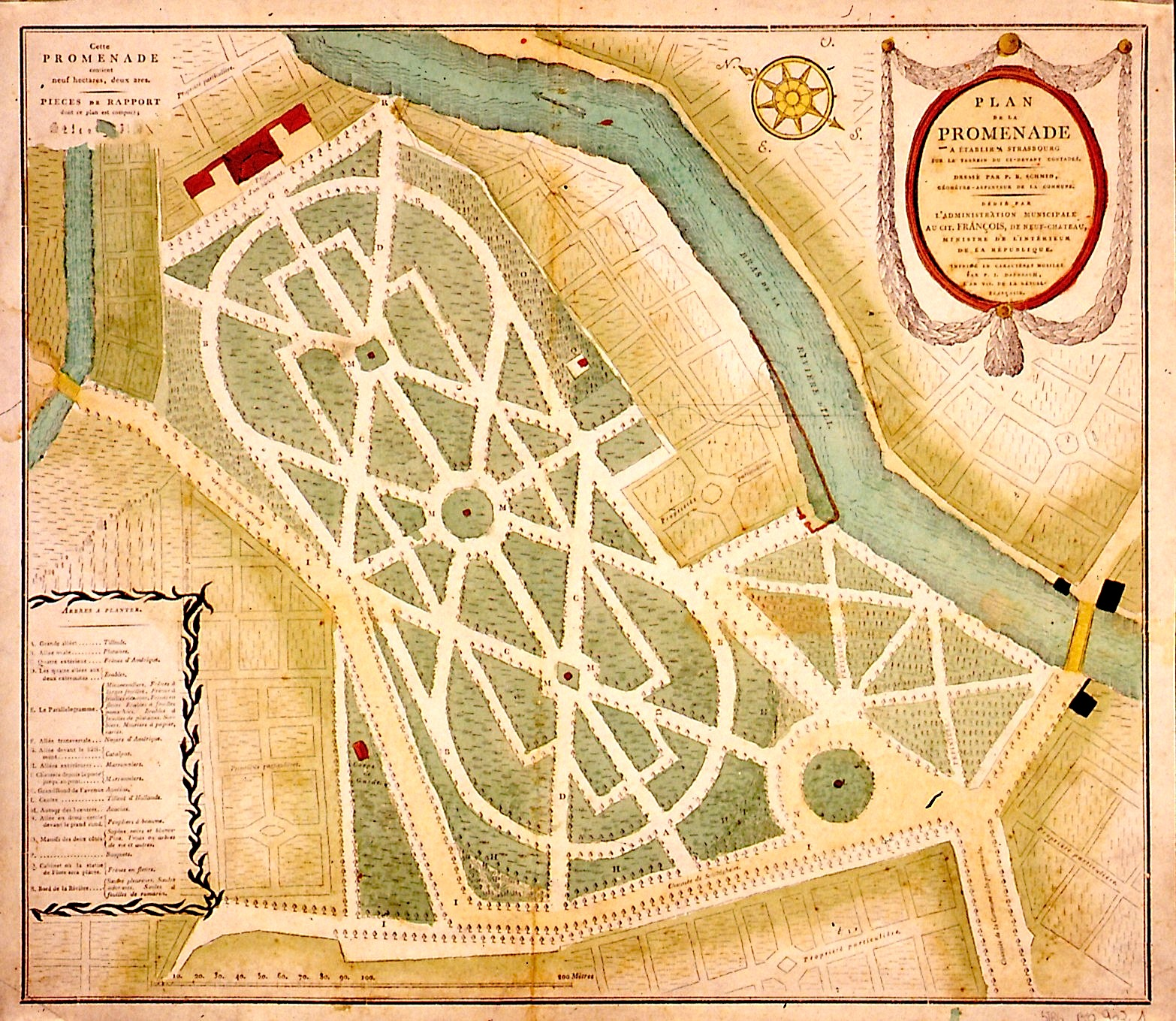
Plan du parc du Contades, XIXe siècle.

Avant 1870, la maison à l'italienne qui abritait le restaurant Jardin Lips était entourée par des bosquets dans lesquels se trouvaient des statues de déesses, un temple d’Apollon, une chapelle rustique, un chemin de fer circulaire, une pyramide, un jet d’eau, des chalets ou encore des grottes.
Le restaurant Jardin Kammerer est fermé en 1873.
Avec l'annexion de l'Alsace-Lorraine à l'Empire allemand et l’aménagement de la Neustadt, le parc du Contades est intégré à ce nouveau quartier. Il est cependant amputé de sa partie sud sur laquelle est édifiée une partie de l'avenue des Vosges et l'actuelle place de la République (ancienne « Kaiserplatz »).
Vers 1890, une « Maison du lait » (Molkereianstaltse) se trouvait au nord du parc. Elle est fermée après 1918.
Durant la Seconde Guerre mondiale, un abri antiaérien est construit à l'emplacement de l'actuelle synagogue.
En 1945, les bains de rivière du Contades sont transférés à la ville. La municipalité y aménage un bassin de compétition de 50 mètres, un sauna, des vestiaires et un « bain d'air et de soleil » en 1947. Les bains de rivière ferment dans les années 1960 pour des questions d’hygiène.
La dernière modification du parc remonte à 1954 lors de la construction de la grande synagogue.
Le petit kiosque, appelé « Temple de l'Amour », est déplacé au bord du lac de l'Orangerie (il s'y trouve encore aujourd'hui) en 1958.
Dans les années 1960, les villas Krieger et Burger ainsi que l'auberge Spalch qui bordaient le parc sont détruites et remplacées par des immeubles.
En 2013, le tracé des allées a été revu et les alignements d'arbres confortés afin de se rapprocher des plans originaux.
Aujourd'hui le parc du Contades est un lieu de promenade très apprécié des Strasbourgeois. On y trouve des aires de jeux pour enfants ainsi que des terrains de sports, de pétanque et des tables de ping-pong. La partie sud-est du parc, en bordure de l'Aar, est appelée Petit Contades.

## Édifices remarquables

### Le kiosque à musique
Construit en 1882 sur l'actuelle place Broglie, face à l'Opéra de Strasbourg, ce kiosque fut transféré à la fin du XIXe siècle au parc du Contades, lors de la construction de la fontaine du Vater Rhein. De forme octogonale, avec ses poteaux de fonte et son toit à lanterneau, il abrite toujours des concerts de musique classique ou de jazz en soirée. La scène du kiosque est notamment utilisée l'été pour accueillir des concerts d'harmonies dans le cadre des « Flâneries musicales ».
À l'entrée nord-est du parc on peut également observer la passerelle des Arquebusiers qui enjambe l'Aar. Au sud-est se trouve le pont du Contades (construit en 1897) avec de remarquables garde-corps et luminaires en fer forgé.

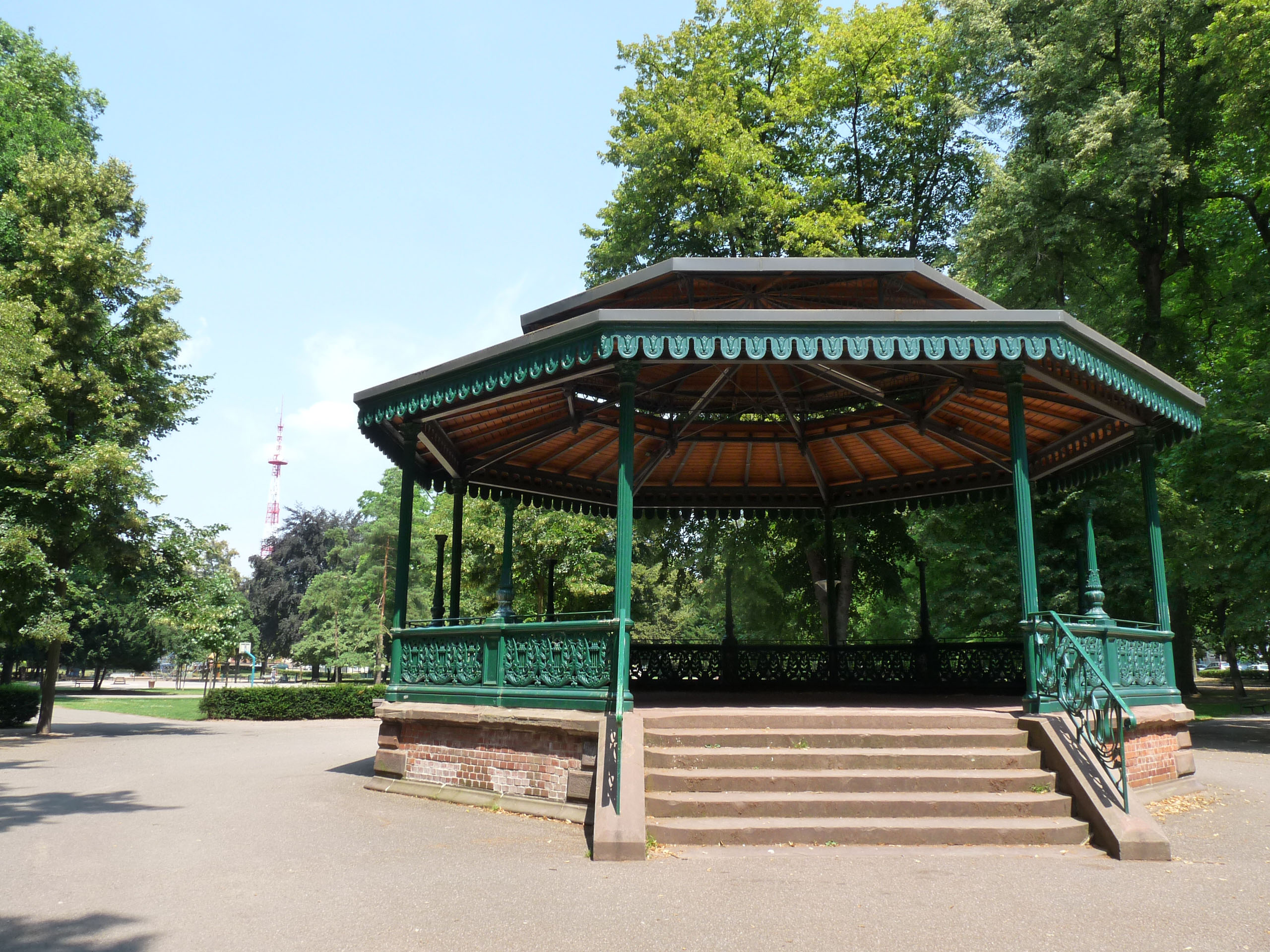
Le kiosque à musique.
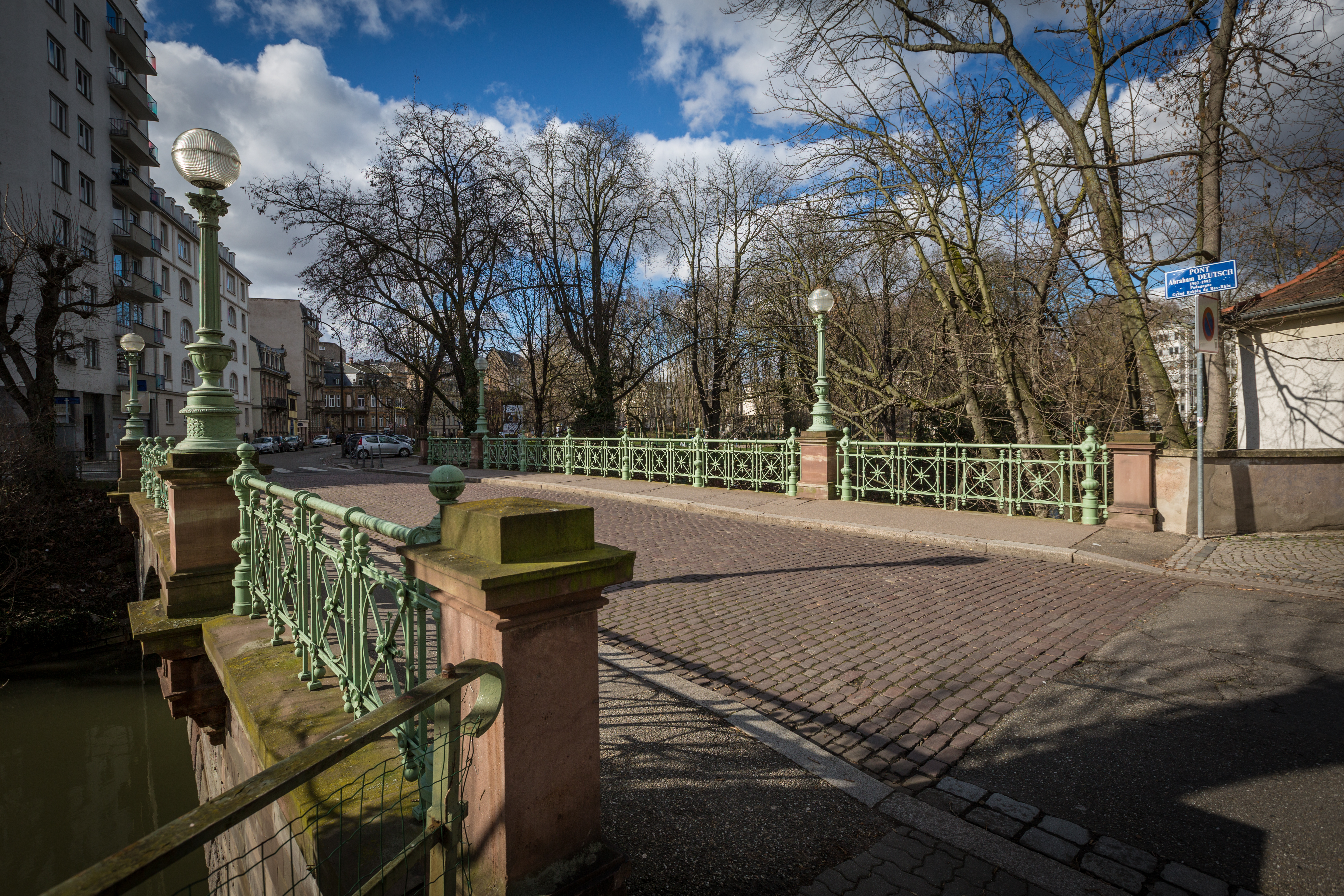
Pont Abraham Deutsch (ancien pont du Contades).
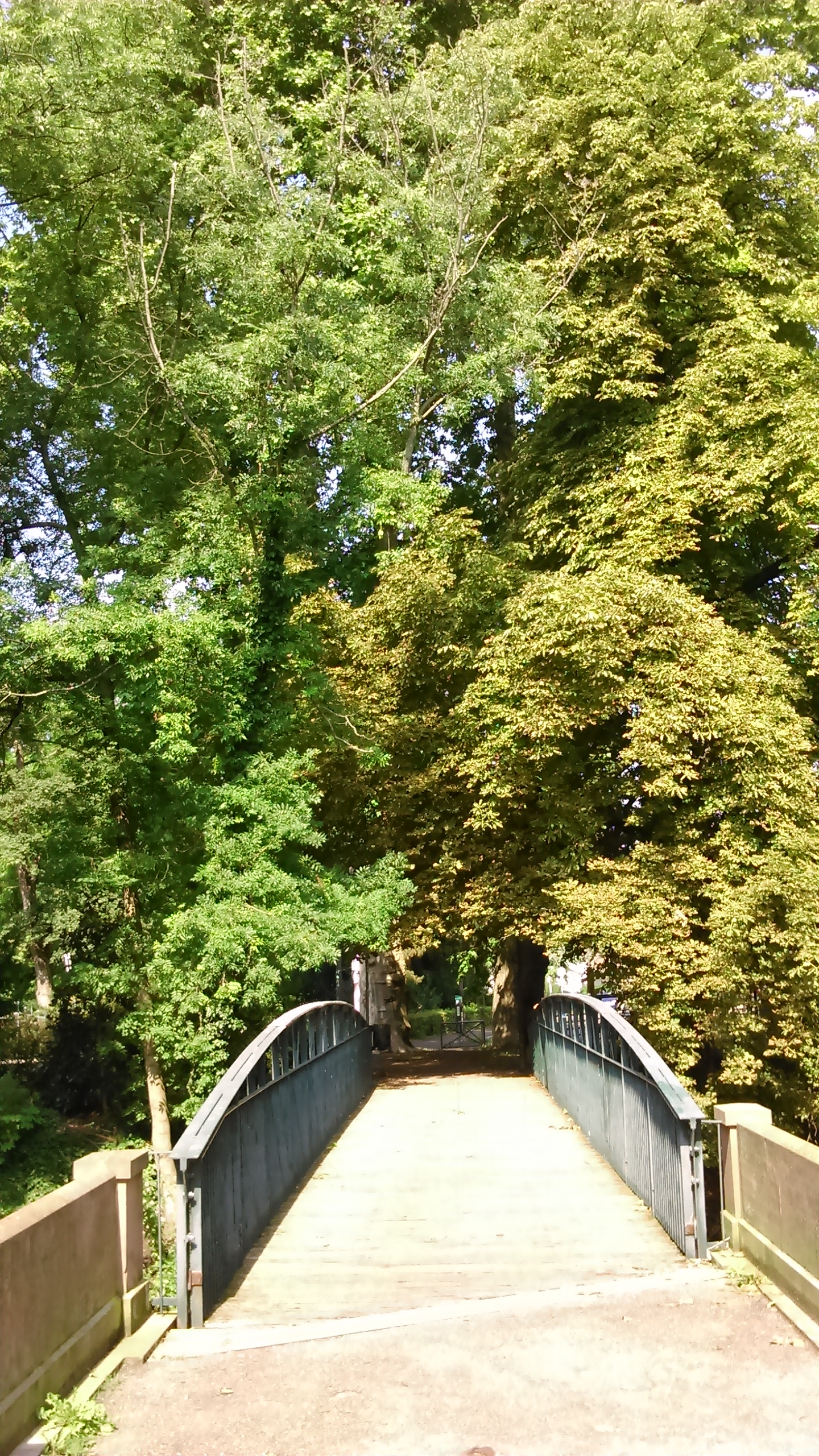
Passerelle des Arquebusiers.
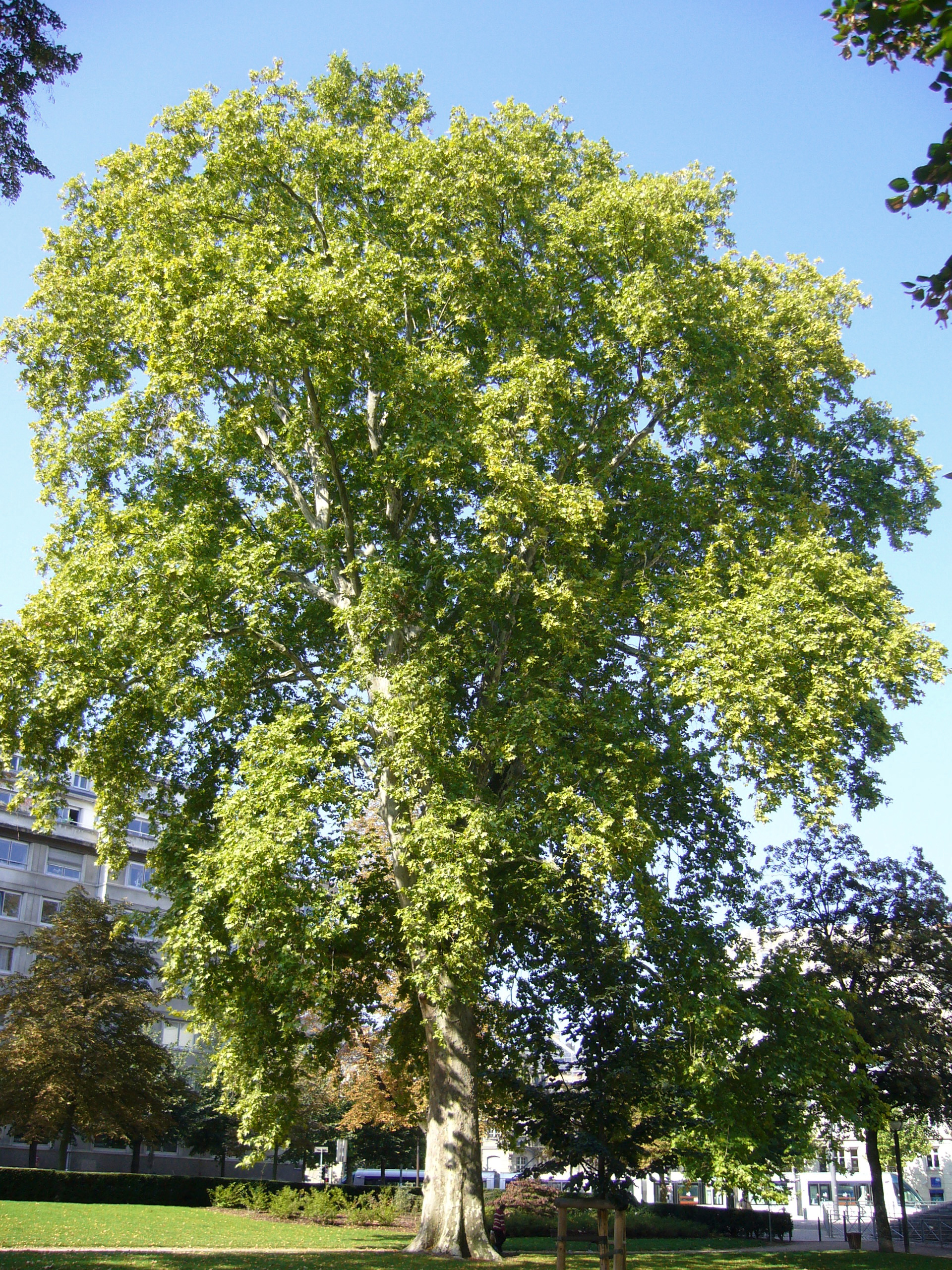
Platane dans le parc.

### La villa Osterloff (manoir du Contades)

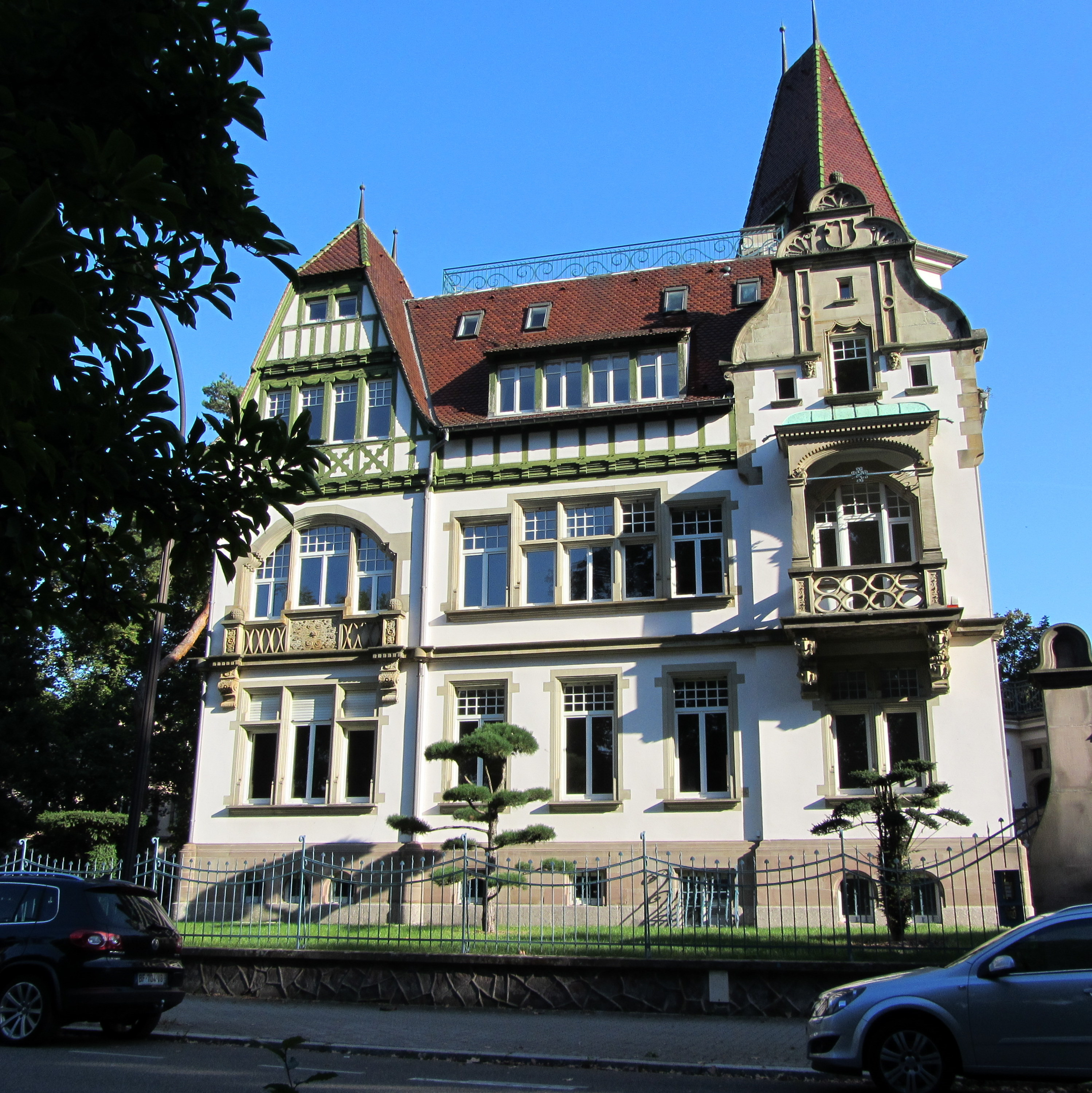
La villa Osterloff.

Villa pittoresque située au no 10 rue des Arquebusiers, classée monument historique en 1992, mélangeant des références historicistes du Moyen Âge et de la Renaissance, construite de 1901 à 1902 par l'architecte Albert Nadler pour l'entrepreneur Otto Gunderloch. C'est l'une des dernières villas qui bordaient autrefois le parc, elle porte le nom de la famille de l'architecte Waldemar Osterloff, devenu propriétaire en 1929. La villa a été restaurée en 1993.

### La grande synagogue de la Paix

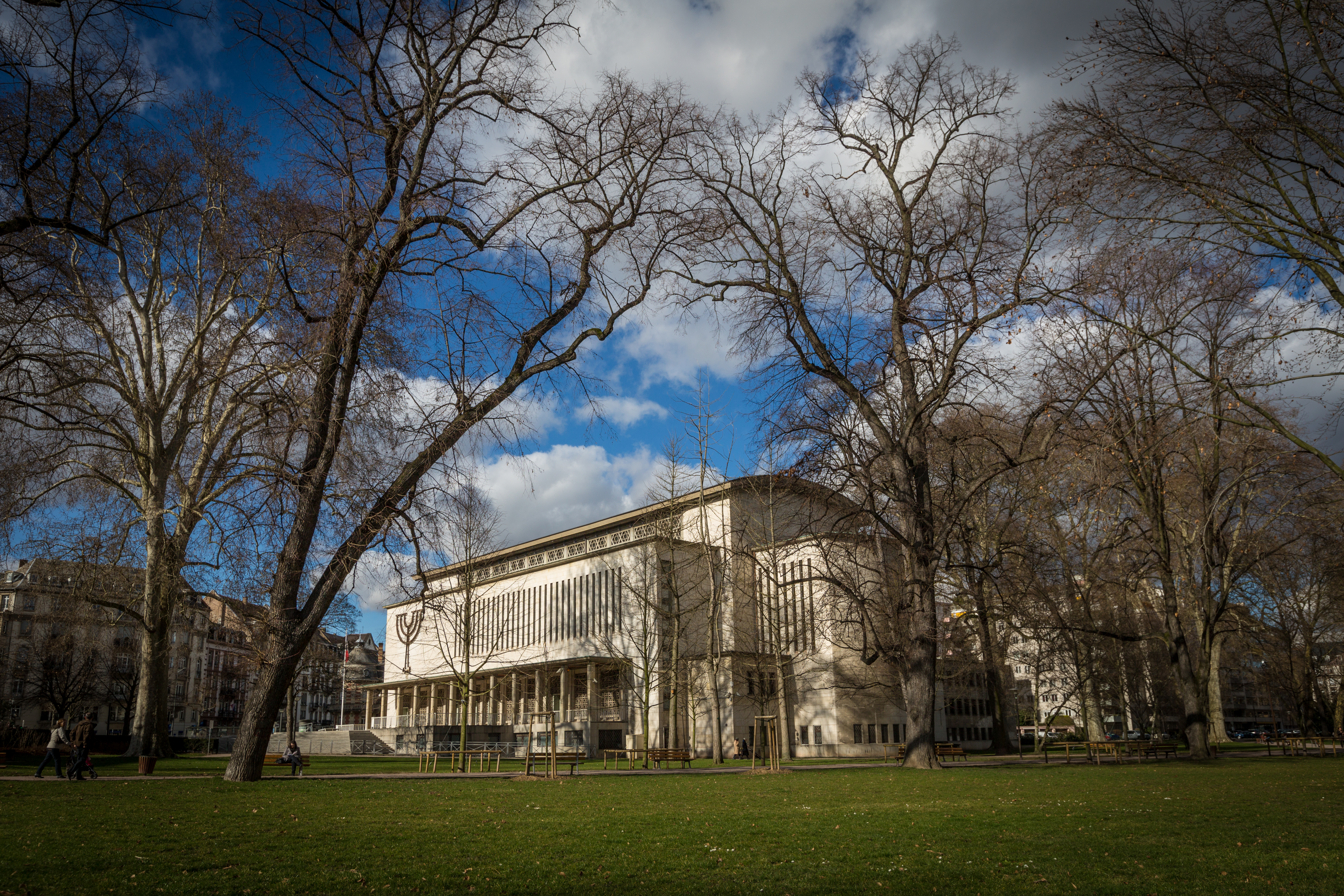
La synagogue vue depuis le parc.

Située « avenue de la Paix » (ce qui explique le nom de l’édifice), la synagogue consistoriale est à la fois un édifice religieux et le centre communautaire israélite de la ville.
Le projet de reconstruction de la synagogue de Strasbourg, détruite pendant la Seconde Guerre mondiale, fut confié à Charles Ehrlich en mai 1950 (alors président de la commission administrative). À la suite d’un concours, le choix fut porté sur la personne de l’architecte Claude Meyer-Lévy, secondé par Jean-Paul Berst et René Heller, après la brève participation de Charles-Gustave Stoskopf.
Les travaux débutèrent le 23 août 1954 pour ne s’achever qu’avec l’inauguration officielle le 23 mars 1958.